# Анка (мифология)
Анка (араб. عنقاء‎) — персонаж арабской мифологии, чудесные птицы, созданные Аллахом и враждебные людям. Считается что анка существуют и по сей день, но их численность настолько мала, что встретить их чрезвычайно трудно. Анка во многом сходны своими свойствами с птицей феникс, обитавшей, согласно мифам, в аравийской пустыне.

## Асхаб ар-расс
Согласно исламскому преданию, асхаб ар-Расс были потомками ранее уничтоженных самудян, жили около колодца в Ямаме и страдали от нападений гигантских птиц — анка. Пророк Ханзала ибн Сафван молил Бога спасти людей, и птицы исчезли. Народ Ханзалы не внял проповедям своего пророка и даже сбросил его в колодец. В наказание за грехи, совершённые людьми, Аллах их уничтожил. Существуют предположения о том, что «люди колодца» могли жить либо в Йамаме, либо в Азербайджане, либо в Антакье.